# ستايسي كوك
ستايسي كوك (بالإنجليزية: Stacey Cook)‏ هي متزحلقة أمريكية، ولدت في 3 يوليو 1984 في تروكي في الولايات المتحدة.

## وصلات خارجية
- الموقع الرسمي
- ستايسي كوك على موقع الاتحاد الدولي للتزلج (التزلج على المنحدرات الثلجية) (الإنجليزية)
- ستايسي كوك على موقع اللجنة الأولمبية الدولية (الإنجليزية)
- ستايسي كوك على موقع أوليمبيديا (الإنجليزية)